# Киківська сільська рада
Киківська сільська рада — колишня адміністративно-територіальна одиниця та орган місцевого самоврядування у Новоград-Волинському районі і Новоград-Волинській міській раді Волинської округи, Київської й Житомирської областей Української РСР та України з адміністративним центром у с. Кикова.

## Населені пункти
Сільській раді підпорядковані населені пункти:
- с. Кикова
- с. Немильня
- с. Українське

## Населення
Кількість населення ради, станом на 1923 рік, становила 2 178 осіб, кількість дворів — 419.
Кількість населення сільської ради, станом на 1924 рік, становила 2 260 осіб.
Відповідно до результатів перепису населення СРСР, кількість населення ради, станом на 12 січня 1989 року, становила 2 037 осіб.
Станом на 5 грудня 2001 року, відповідно до перепису населення України, кількість мешканців сільської ради становила 1 790 осіб.

## Склад ради
Рада складається з 16 депутатів та голови.

### Керівний склад сільської ради
| ПІБ                     | Основні відомості                                                    | Дата обрання | Дата звільнення |
| ----------------------- | -------------------------------------------------------------------- | ------------ | --------------- |
| Желєзняк Любов Іванівна | Сільський голова, 1970 року народження, освіта, член народної партії | 26.03.2006   | 31.10.2010      |
| Процюк Юрій Миколайович | Сільський голова, 1980 року народження, освіта вища                  | 31.10.2010   |                 |

Примітка: таблиця складена за даними джерела

## Історія
Створена 1923 року в складі с. Кикова та хутора Видранка Рогачівської волості Новоград-Волинського повіту Волинської губернії. 18 лютого 1923 року, відповідно до рішення Волинської ГАТК «Про об'єднання населених пунктів у сільради, зміну складу і центрів сільрад», до складу ради передано колонію Юзефівка Гульської сільської ради. Станом на 1 грудня 1941 року х. Видранка та кол. Юзефівка не перебувають на обліку населених пунктів.
Станом на 1 вересня 1946 року сільська рада входила до складу Новоград-Волинської міської ради Житомирської області, на обліку в раді перебувало с. Кикове.
10 червня 1958 року, відповідно до рішення Житомирського облвиконкому № 548 «Про внесення змін в адміністративно-територіальний поділ Олевського і Новоград-Волинського районів», до складу ради передано с. Немильня Тальківської сільської ради. Станом на 3 березня 1959 року в підпорядкуванні значиться с. Кикова Друга (згодом — Українське). 5 березня 1959 року, відповідно до рішення Житомирського ОВК № 161 «Про ліквідацію та зміну адміністративно-територіального поділу окремих рад області», до складу ради приєднано с. Киянка ліквідованої Киянської сільської ради Новоград-Волинського району. 10 березня 1966 року, відповідно до рішення № 126 «Про утворення сільських рад в адміністративному підпорядкуванні деяких населених пунктів області», в с. Киянка відновлено сільську раду.
На 1 січня 1972 року сільська рада входила до складу Новоград-Волинського району Житомирської області, на обліку в раді перебували села Кикова, Немильня та Українське.
У 2018 році територію та населені пункти ради приєднано до складу новоствореної Стриївської сільської територіальної громади Новоград-Волинського району Житомирської області.
Входила до складу Новоград-Волинського району (7.03.1923 р., 4.06.1958 р.) та Новоград-Волинської міської ради (1.06.1935 р.).